# Les Artistes sous les chapiteaux : Perplexes
Pour plus de détails, voir Fiche technique et Distribution.
Les Artistes sous les chapiteaux : Perplexes (Die Artisten in der Zirkuskuppel: Ratlos) est un film allemand réalisé par Alexander Kluge, sorti en 1968.

## Synopsis
Une jeune femme, appelée Leni Peickert, est trapéziste. Elle est passionnée par le cirque et veut faire de ses prestations de véritables performances artistiques. Mais l'incompréhension de ses interlocuteurs, ses difficultés financières et ses errements l'obligent à opter pour une pratique plus routinière de sa profession.

## Fiche technique
- Titre : Les Artistes sous les chapiteaux: perplexes
- Titre original : Die Artisten in der Zirkuskuppel: Ratlos
- Réalisation : Alexander Kluge
- Scénario : Alexander Kluge
- Production : Alexander Kluge
- Photographie : Guenter Hoermann et Thomas Mauch
- Montage : Beate Mainka-Jellinghaus
- Pays d'origine : Allemagne de l'Ouest
- Format : Couleurs et Noir & Blanc - Mono
- Durée : 104 minutes
- Date de sortie : 1968

## Distribution
- Hannelore Hoger : Leni Peickert
- Sigi Graue : Manfred Peickert
- Alfred Edel : Dr. Busch
- Bernd Höltz : Herr von Lueptow
- Eva Oertel : Gitti Bornemann
- Kurt Jürgens : Mackensen, Dompteur
- Gilbert Houcke : Houke, Dompteur
- Wanda Bronska-Pampuch : Frau Saizewa
- Herr Jobst : Impressario
- Hans-Ludger Schneider : Assessor Korti
- Klaus Schwarzkopf : Gerloff, philologue
- Nils von der Heyde : Arbogast, Pressechef
- Marie Luise Dutoit : Schweiter Aristin
- Peter Staimmer : Perry Woodcock
- Theodor Hoffa : Monokelträger

## Distinctions
- Lion d'or à la Mostra de Venise

## Autour du film
Pour son réalisateur, le romancier Alexander Kluge, ce film est une métaphore du mouvement de protestation étudiant de mai 1968. Il s'inscrit dans ce courant cinématographique appelé le Nouveau cinéma allemand, commencé dans les  années 1960.